# زوجات في إضراب
زوجات في إضراب (بالإنجليزية: Wives on Strike)‏ هو فيلم نيجيري من إنتاج وإخراج أوموني أوبولي عام 2016، ويشارك في بطولته كل من أوتشي جومبو، شيوما تشوكووكا، أوفوما ماكديرموت، وكيهيندي بانكولي.

## الممثلون
- أوتشي جومبو
- شيوما تشوكووكا
- أوفوما ماكديرموت
- كيهيندي بانكولي
- كالو إيكياغو
- جوليوس أغو
- كينيث أوكونكو
- سولا سوبوالي

## قصة
قصة فيلم زوجات في إضراب تدور حول مجموعة من نساء السوق اللاتي رفضن ممارسة الجنس مع أزواجهن، في محاولة لحثهم على الوقوف بجانب فتاة شابة، تم إجبارها من قبل والدها على الزواج من رجل بدون إرادتها. تم تصوير الفيلم في ذروة حملة #طفلة_ليست_زوجة.

## الاستقبال

### استقبال نقدي
أشادت إيريدي أبوميري في بولس بالقصة واستخدام النهج المسلي الذي تبنته السيناريو للتعامل مع قضايا صارمة. وقد قيمها مجلة توش بـ 4/5، وأشاد بالرسالة القادمة والقضايا الاجتماعية التي طرحت في الفيلم.

### الإيرادات
عند الإصدار، تم الإبلاغ عن تحطيم الفيلم لعدة أرقام قياسية في شباك التذاكر النيجيري.

## وصلات خارجية
زوجات في إضراب  على قاعدة بيانات الأفلام على الإنترنت (بالإنجليزية). 